# Empalme (metropolitana di Madrid)
Empalme è una stazione della linea 5 della metropolitana di Madrid. Si trova all'incrocio tra la Avenida del Padre Piquer e la Calle Tembleque, nel distretto Latina.

## Storia
La stazione è stata aperta al pubblico il 1º aprile 1961, due mesi dopo l'apertura del Ferrocarril suburbano de Carabanchel, linea di cui ha fatto parte fino al 1980, quando venne incorporata alla linea 10. Nel 2002 la stazione è passata a far parte della linea 5.

## Accessi
Vestibolo Empalme
- Padre Piquer Avenida Padre Piquer, 37